# Sobrepeliz

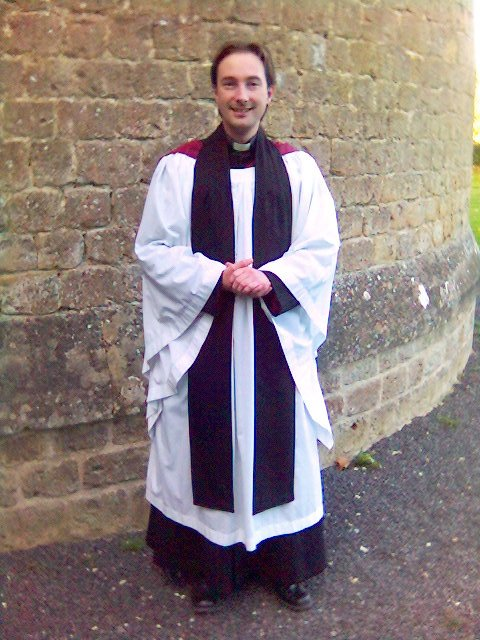
Ministro anglicano com a sobrepeliz anglicana.

A Sobrepeliz (do latim: superpelliceum) é uma veste litúrgica que faz parte das vestes corais em várias tradições litúrgicas ocidentais no Cristianismo.

## Descrição
Em denominação cristãs de tradição litúrgica é usada por todos os clérigos, acólitos e seminaristas por cima da batina sobretudo quando assistem ao coro para o Ofício Divino, mas também para as outras celebrações litúrgicas, quando não tomem parte nelas como celebrante ou concelebrante ou como diácono ministrante ao altar[carece de fontes?]
É uma espécie de Alva encurtada e com as mangas largas, sempre de cor branca e normalmente de linho, algumas têm também rendas, bordados e um laço a guarnecer. 
A sobrepeliz, muitas vezes, é confundida com o roquete, que é uma veste parecida com a sobrepeliz, que possui as mangas quase sempre forradas de vermelho ou preto e são mais justas ao pulso do que traja esta veste. Contudo, no catolicismo romano o roquete é exclusivo para cardeais, prelados de honra e ao Papa, como veste coral. O roquete possui como característica a sobra de pouco pano sobre o busto de quem o traja, sua renda é mais extensa do que a sobrepeliz. Além dos Punhos forrados de preto para sacerdotes de prelado de honra e violeta para bispos e vermelho para cardeais. O roquete pode ser usado durante a celebração da Santa Missa, se diferindo que os diáconos e acólitos presentes usem somente sobrepeliz. E nas missas Versus Deum, os diáconos e subdiáconos usem a capa pluvial, como auxiliar ao bispo (se for celebrante principal) ou sacerdote.
No luteranismo tradicionalmente a sobrepeliz é usada para serviços não sacramentais, usados sobre a batina, como nas orações da manhã, vésperas e completas sem eucaristia. aA sobrepeliz é tradicionalmente de comprimento total no braço e alcança pelo menos até o joelho. Nas igrejas luteranas alemã e unidas há um compromisso entre a toga genebrina que tornou-se um símbolo do protestantismo entre os alemães e o tradicional símbolo cristão do branco para a graça e o sacramento da sobrepeliz. 

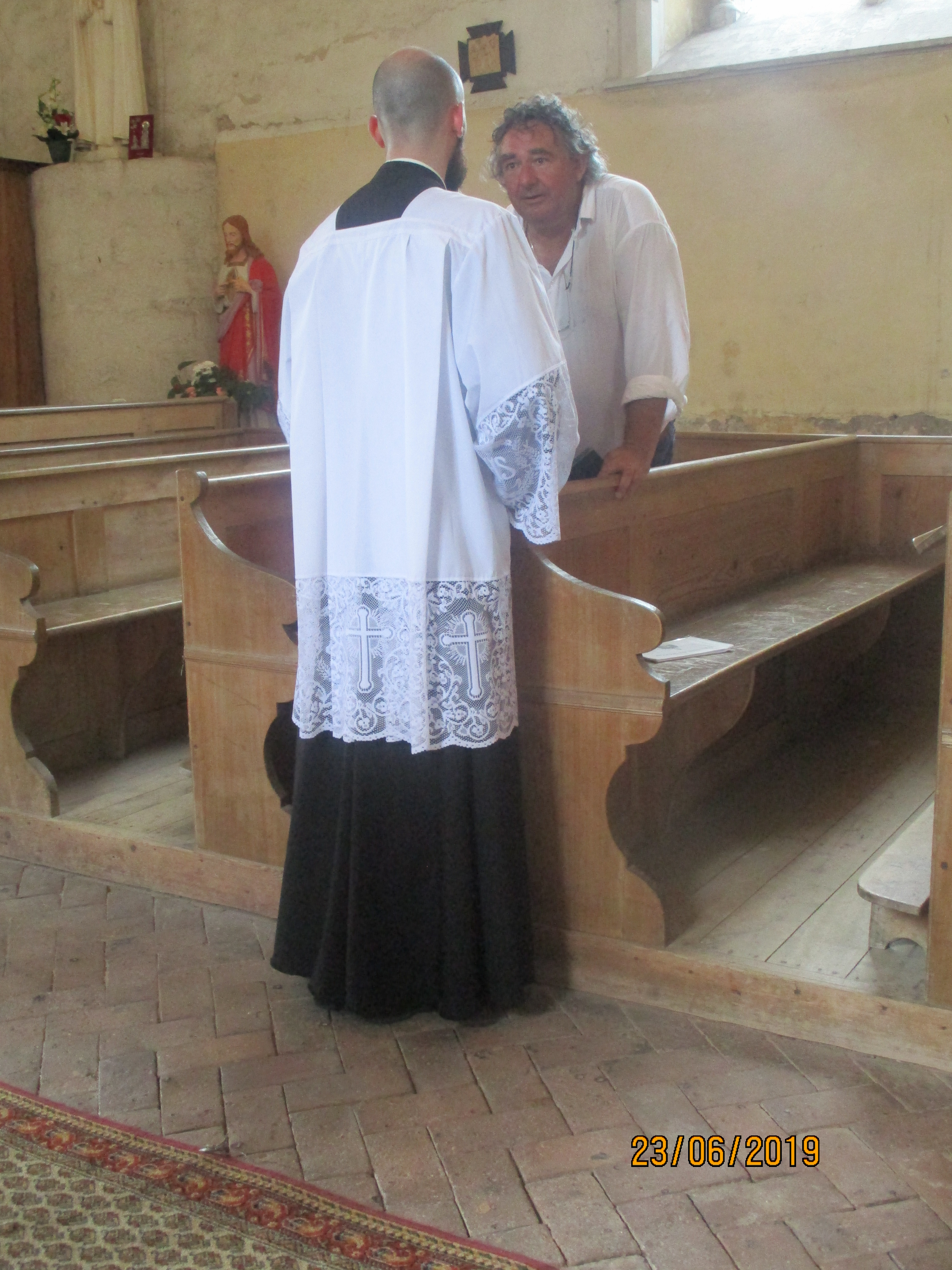
Padre católico com a sobrepeliz em Véron, França